# Усихино
Усихино (каз. Усихино) — упразднённое село в Зеленовском районе Западно-Казахстанской области Казахстана. Входило в состав Перемётнинского сельского округа. Исключено из учётных данных в 2014 г. Код КАТО — 274430600.

## Население
В 1999 году население села составляло 219 человек (112 мужчин и 107 женщин). По данным переписи 2009 года, в селе проживал 51 человек (28 мужчин и 23 женщины).